# Bjästa
Bjästa er en by i Örnsköldsviks kommune i landskapet Ångermanland i Västernorrlands län i Sverige. I byen ligger Nätra Sogns kirke, Nätra kyrka. Byen er med 1.808 (2010) indbyggere den største i sognet og ligger i en dal rundt om Nätraån og søen Svedjefjärden (4 moh). Bjästa ligger ved E4, cirka tolv kilometer sydvest for Örnsköldsvik.
Byen har nogen småindustri, men de fleste af indbyggerne pendler til andre byer. Tidligere arbejdede mange herfra i skovindustrien i nabobyen Köpmanholmen. I Bjästa ligger blandt andet også en skole, Bjästaskolan, og et plejehjem for ældre. På vestsiden af europavej 4 ligger Vårdhemsberget (196 moh), med et skianlæg med flere bakker af varierende sværhedsgrad. Bjästa har sit eget ishockeyhold, KB 65.

## Etymologi
Fra 1535 kendes skrivemåden Bijelsstadz og fra 1542 Biedsta. Disse navne siges at komme fra det ældre byastadher, som betyder «gårdsplads» eller «sted der en gård er blevet anlagt».
63°12′02″N 18°29′56″Ø / 63.20056°N 18.49889°Ø